# با بف
با بف أو با پف كان إلهًا صغيرًا من آلهة العالم السفلي في الدين المصري القديم. الاسم يعني حرفياً "ذاك الروح" (مع حرف الإشارة للبعيد پف). يتم تصوّر با بف بشكل شائع كإله غامض وخبيث معروف من عصر الدولة القديمة، فمن المحتمل أنه كان إله الألم والحزن.
وربما كان استخدام هذا الاسم العام الغامض له خوفًا أو بسبب تابو استخدام الاسم الحقيقي، فأصبح يشار له ببساطة باسم "ذاك الروح".
يأتي ذكر بيت با بف في العالم السفلي في نصوص الأهرام، ولكن لا توجد تفاصيل إضافية عن هذا الإله.
وخلال الدولة القديمة والوسطى، كانت كهانة با بف تُمارس من قبل الملكات، مثل مرس عنخ الثالثة على سبيل المثال، غير أنه يبدو أن هذا الإله لم تكن له تلك الأهمية الكبيرة في أي عصر من العصور.

## قراءات إضافية
- Michael Jordan, Encyclopedia of Gods, Kyle Cathie Limited, 2002